# Phoma cyanea
Phoma cyanea är en lavart som beskrevs av Jooste & Papendorf 1981. Phoma cyanea ingår i släktet Phoma, ordningen Pleosporales, klassen Dothideomycetes, divisionen sporsäcksvampar och riket svampar.   Inga underarter finns listade i Catalogue of Life.